# Foresta della Carpaneta
La foresta di Carpaneta è costituita da un'area rimboschita e protetta realizzata a partire dall'anno 2003 su terreni dell'azienda agricola sperimentale "Carpaneta" di proprietà della Regione Lombardia per una superficie complessiva di 64 ettari, di cui 43 a bosco, con funzione naturalistica, e 21 a parco pubblico, con funzione sociale e ricreativa. La Gestione è affidata all'Ente Regionale per i Servizi all'Agricoltura e alle Foreste (ERSAF).

## Provvedimenti istitutivi
La foresta della Carpaneta è stata voluta dalla Regione Lombardia, su idea di Paolo Lassini, e attuata nell'ambito del Programma di riforestazione detto Dieci grandi foreste di pianura e di fondovalle, iniziato nel 2002.
Obiettivo del progetto è di ricostruire un nuovo bosco per Mantova dopo 500 anni, con riferimento alla creazione di una nuova area forestale dopo il Bosco Fontana. La foresta della Carpaneta rientra nel progetto di creazione di dieci nuove foreste planiziali per ripristinare il paesaggio e soprattutto per dare alla biodiversità minacciata dall'eccessiva antropizzazione del territorio nuove speranze di sopravvivenza.
Il progetto è stato riconosciuto " grande opera infrastrutturale", in controtendenza rispetto a ciò che normalmente implica tale dicitura.

## Flora
La parte a bosco è stata realizzata mettendo a dimora circa centomila piante di specie arboree ed arbustive tipiche della zona, quali la farnia, il carpino bianco, l'olmo campestre, l'acero campestre, il frassino meridionale e il pioppo bianco. Fra gli arbusti, il biancospino, la sanguinella e il sambuco.
La parte a parco è costituita da un prato, con filari e alberi isolati delle varie Specie locale sopra elencate.

## Riserva biogenetica per la farnia
Il bosco della Carpaneta è stato realizzato in prevalenza con farnie, la quercia tipica della pianura padana. Al fine di realizzare una riserva biogenetica e ricomporre il patrimonio genetico della farnia (disgiunto dopo il Medio Evo a causa del progressivo disboscamento), sono state piantate giovani piantine nate da ghiande raccolte da 15 diversi boschi sparsi in tutta la pianura padano veneta, in Piemonte,  Lombardia, Emilia-Romagna, Veneto e Friuli-Venezia Giulia. Si sta creando così un nucleo di querco-carpineto planiziale con piante che conservano la ricchezza genetica delle foreste che ricoprivano la Pianura Padana fino ai grandi interventi di disboscamento e conversione agricola effettuata nei secoli XI-XX in tutte le zone di pianura e collina: gli ultimi lembi sparirono a seguito dell'approvazione dalla prima legge forestale italiana (L. 3917/1877), che tolse (art. 1) il vincolo forestale, esistente durante il governo austriaco, dal livello del mare fino al limite superiore del castagno.

## Come arrivare
La Carpaneta si trova a 150 metri dalla stazione di Gazzo di Bigarello, della linea ferroviaria Mantova-Legnago-Monselice. In corrispondenza della stazione ferroviaria un fosso che circonda la foresta ne impedisce l'accesso diretto.
Per visitare il parco, cioè la parte prativa a funzione ricreativa, arrivati dalla stazione in via Gazzo (strada provinciale n. 10) è necessario proseguire verso destra, nord-est, e poi imboccare la strada provinciale n. 71 per Castelbelforte, verso l'accesso principale dell'area a parco, che si trova in corrispondenza del numero civico 10, a circa 900 metri dalla stazione ferroviaria.
Viceversa, per visitare la parte a bosco, cioè la parte a funzione strettamente naturalistica, arrivati dalla stazione in via Gazzo (strada provinciale n. 10) è necessario proseguire verso sinistra, sud-ovest, e in prossimità di Cascina Malpensata, imboccare via Carpaneta, la strada sterrata che conduce alla omonima cascina. L'ingresso della foresta si trova a circa 750 metri dalla stazione ferroviaria, ma si tratta di un ingresso a carattere escursionistico, adatto a chi vuole avventurarsi in un ambienta naturale.
A Gazzo, a poche centinaia di metri dall'ingresso della foresta, esiste una stazione degli autobus APAM, che collegano il centro abitato a Mantova.
In automobile si esce dall'autostrada del Brennero a Mantova Nord e si prosegue per Bigarello e, giunti in località Gazzo, si volta a sinistra verso Castelbelforte lungo la strada provinciale n. 71.
Infine, la foresta è collegata a Mantova tramite una pista ciclabile.

## Centro visite
Esiste un centro visite presso la vicina azienda agro-forestale Carpaneta, in via Carpaneta 7 a Bigarello.